# Жалобний перстень

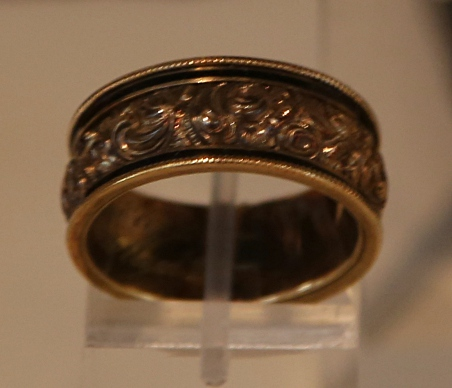
Жалобний перстень, виготовлений переважно із золота з гагатом та волосся

Жалобний перстень — це кільце, що носять на пам'ять про померлих. Він часто містить ім'я та дату смерті особи, і, можливо, її зображення чи девіз. Вартість перснів зазвичай сплачували оплакувані особи чи їхні спадкоємці; кільця часто зазначалися, разом зі списком одержувачів, у заповітах. У персні вставлялися, як правило, чорні камені, найкращим можливим варіантом був гагат. В іншому випадку використовувалися дешевші чорні матеріали, такі як чорна емаль або ебоніт. Інколи вживалася біла емаль, особливо якщо померлий був дитиною. Персні виготовляли з цього ж матеріалу, коли оплакувана людина була неодружена. У деяких випадках пасмо волосся померлого вставляли в кільце. Використання волосся в жалобних перснях не було поширеним через занепокоєння, що волосся померлого могли замінити на чуже.
Жалобні персні почали використовувати щонайменш у XIV столітті, хоча вони остаточно відокремилися від більш узагальнених перснів «Memento mori» лише в XVII столітті. Приблизно всередині XVIII століття ювеліри почали рекламувати швидкість, із якою можна було виготовити такі персні. Поширеним зразком був поодинокий маленький камінь із подробицями про померлого, вигравіюваними на ободі. У другій половині XIX століття носили кільця масового виробництва, що мали фотографію, вставлену в гніздо; до кінця сторіччя послуговування жалобними перснями сильно зменшилося.
Користання кілець відновилося в 1930-х і 1940-х роках у США. Персні були зроблені з бакеліту; у них вставлялася маленька фотографія людини, яку оплакували.
Інколи жалобні персні виготовлялися для відзначення подій, відмінних від смерті людини. У 1793 році такий перстень був виготовлений для Вільяма Скьорвінґа після того, як він був засуджений до заслання на каторгу.

## Люди, що заповідали жалобні персні

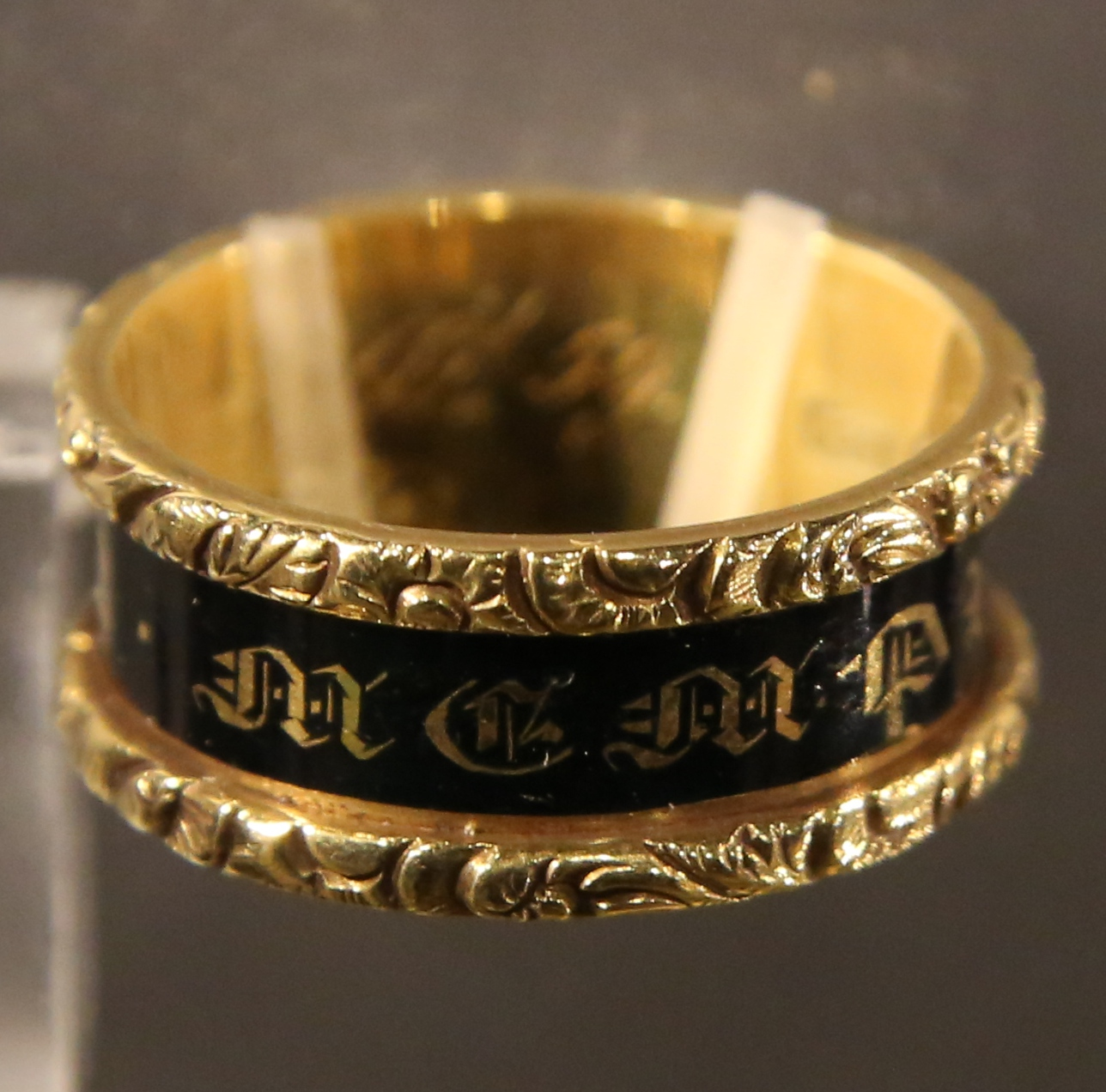
Жалобний перстень, виготовлений у Бірмінгемі в 1825 році

- Сезар Піктон, помер у 1836 році, заповівши 16 перснів
- Сер Ентоні Браун
- Полковник Ніколас Спенсер
- Вільям Шекспір (жалобні персні згадані в Шекспірівському питанні)

## Виноски
1. 1 2 3  Tait, Hugh, ред. (2006). 7000 Years of Jewellery. British Museum Press. с. 239. ISBN 9780714150321.
2. 1 2  Barton, Caroline (31 жовтня 2013). Mourning rings: portable and poignant souvenirs. britishmuseum.org. British Museum. Архів оригіналу за 2 квітня 2015. Процитовано 31 березня 2015.
3. 1 2  Antique Mourning Jewelry. Collectors weekly. Market Street Media. Архів оригіналу за 9 лютого 2015. Процитовано 8 лютого 2015.
4. 1 2 3 4  Church, Rachel (2014). Rings. V&A Publishing. с. 67—73. ISBN 9781851777853.
5. ↑  Mourning ring. ashmus.ox.ac.uk. University of Oxford - Ashmolean Museum. Архів оригіналу за 2 квітня 2015. Процитовано 16 березня 2015.
6. ↑  Wall, Josie (19 січня 2015). Mourning Jewellery:Remembering the Dearly Departed. birmingham museums. birmingham museums. Архів оригіналу за 5 квітня 2015. Процитовано 7 березня 2015.
7. 1 2  Byrne, Eugene (30 березня 2012). When did the practice of funeral rings begin/end and how widespread was it?. Historyextra. Immediate Media Company Ltd. Архів оригіналу за 12 лютого 2015. Процитовано 11 лютого 2015.
8. 1 2  King, Elspeth (1993). The Hidden History of Glasgow's Women: The Thenew Factor. Mainstream Publishing. с. 63. ISBN 1851584048.